# Gertrude Tompkins Silver
Pour les articles homonymes, voir Tompkins et Silver.
Gertrude « Tommy » Tompkins Silver, née le 6 octobre 1911 et disparue le 26 octobre 1944, est une pilote des Women Airforce Service Pilots (WASP) de la Seconde Guerre mondiale. Elle est la seule WASP à avoir disparu pendant le conflit.

## Biographie
Née Gertrude Vreeland Tompkins à Jersey City (New Jersey), elle est la plus jeune des trois filles de Vreeland Tompkins, un chimiste, et de Laura Tompkins (née Towar), active dans le mouvement du planning familial,. Considérée comme timide, elle est envoyée par ses parents en Virginie avant de faire des études à la Ambler School of Horticulture (aujourd'hui intégrée à l'Université de Pennsylvanie). Elle obtient sa licence de pilote avant la guerre.
Pendant la Seconde Guerre mondiale, elle intègre le Women Airforce Service Pilots, un groupe d'élite de 1 100 femmes pilotes formée pour s'occuper de missions non combattantes comme celle de déplacer les avions au-dessus des États-Unis pour qu'ils soient envoyés en zones de combat. Envoyée à Avenger Field à Sweetwater, Texas en 1943, elle est entraînée par Jacqueline Cochran et obtient l'autorisation de piloter des P-51 Mustang, des P-38 Lightning et des P-54 Thunderbolt.
Le 26 octobre 1944 vers 16 h 0, Gertrude Tompkins quitte Mines Field (devenu aujourd'hui l'Aéroport international de Los Angeles) à bord d'un P-51 Mustang en direction du New Jersey pour que l'avion soit envoyé de l'autre côté de l'Atlantique. Le voyage devant durer trois jours, il faudra quatre jours avant de se rendre compte de sa disparition. Des recherches sont alors lancées autour de l'aéroport pour tenter de la retrouver. La baie de Santa Monica est même scannée par un navire militaire, sans succès, et aucune trace n'est retrouvée sur le trajet initial du vol qui devait faire un premier arrêt à Tucson. Elle avait 32 ans.
Selon l'historien Pat Macha, l'avion s'est probablement abîmé près de la Dockweiler State Beach (en) à peine quelques kilomètres de Mines Field. Trente-sept membres des WASP sont mortes pendant la guerre mais elle est la seule à être considérée comme « disparue ».

## Recherches
Une première équipe de recherche est lancée en 1997 et une seconde en 2004, sans succès.
En 2009, une nouvelle équipe composée d'archéologues, de techniciens de sonars et de volontaires lancent des recherches pour tenter de retrouver les restes de son avion, 65 ans après sa disparition. Parmi les techniciens se trouve Gene Ralston, celui qui conduisit les recherches en mer lors de la disparition de Natalee Holloway. Bien qu'ils n'aient pas retrouvé l'avion de Gertrude Tompkins, l'équipe retrouve un Lockheed T33A d'entraînement disparu le 15 octobre 1955.